# 趙方立
趙方立（15世紀—16世紀），原名廷瑞，字介石、又字貞甫，陝西西安府盩厔縣利澤里人，明朝政治人物。

## 生平
趙方立是嘉靖十六年（1537年）丁酉科陝西鄉試舉人，授邛州知州，萬曆四年（1576年）陞重慶同知，為人廉潔勤慎、剛正不阿，不輕易干預事情，府內鼓樓有四個漏壺，在洪武年間奉命設置，因年代久遠廢置，他有志修復，於是找來匠師修理，由通判張啟明立志記事，十一年（1583年）任長蘆鹽運司同知。

## 引用
1. 1 2  乾隆《盩厔縣志·卷七·選舉》：舉人……明……（嘉靖）丁酉科 趙廷瑞 更名方立，利澤里人，歷長蘆運副，清標自矢，剛節不阿
2. ↑  道光《重慶府志·卷四·職官志》：重慶府同知……趙方立 《巴縣志》云字介石，陝西盩厔人，萬曆四年任重慶府同知。廉潔勤慎，不輕預外事。郡鼓樓舊有漏壺四，洪武時奉敕置，歲久寢廢。立有志修復，會傳太守良諫入觀，立典郡篆，命匠修治之，通判張啟明為記。
3. ↑  嘉慶《長蘆鹽法志·援證六下·歷代職官傳》：運同……趙方立，字貞甫，陝西盩厔縣人，由舉人萬曆十一年任。